# Павлов, Марк Павлович
Марк Павлович Павлов (7 ноября 1918, Одесса — 20 августа 2010, Алматы) — архитектор, заслуженный архитектор Казахской ССР (1986), лауреат Государственной премии СССР (1982).

## Биография
Отец — бердичевский мещанин Пинхас Янкелевич Бернштейн (1883—?), архитектор; мать — Фейга Гдалевна (Фаня Григорьевна) Бернштейн (в девичестве Коренман, 1892—?), дочь купельского мещанина Гдаля Алтеровича Коренмана. Родители заключили брак в Одессе 2 ноября 1914 года. Отец сменил фамилию на Павлов согласно распоряжению ЗАГСа от 29 июля 1937 года. Брат — Георгий Павлович Павлов, архитектор.
Окончил Одесский институт инженеров гражданского и коммунального строительства (1941). В годы Великой Отечественной войны по спецраспределению занимался проектированием и строительством быстровозводимых фортификационных и инженерно-вспомогательных сооружений. В первые послевоенные годы он работал и учился в мастерской академика архитектуры И. В. Жолтовского в Москве, где значительно усовершенствовал свое понимание и навыки работы с классическими архитектурными формами. Примером этого стал корпус санатория «Белоруссия» в Алупке, спроектированный в соавторстве с Г. Х. Парак.
В 1957—1964 годах — старший научный сотрудник в Казахском филиале Академии строительства и архитектуры СССР, в 1964—1979 годах — заведующий отделом проектирования и строительства Казахского торгового института (Гипроторг). Интересным примером творчества того периода стало кафе с дискообразным навесом на ВДНХ Казахской ССР в Алматы (1961).
С 1979 года — руководитель группы архитекторов Государственном институте проектирования в Алма-Ате.

## Творчество и работы
С его участием разработаны проекты таких сооружений, как здание бывшего ЦК КП Казахстана и площадь Республики, здание Академии наук (симметричная пристройка к зданию Академии наук Казахской ССР, частично воспроизводящая задуманную ещё в конце 1940-х гг. вторую очередь строительства), 2-я очередь торгового комплекса в Алма-Ате (Главный павильон Центрального колхозного рынка — «Зеленый базар», Алматы, 1977 г., в соавторстве с С.Рустембековым). Реализацией мечты поработать с «чистыми» формами итальянского Возрождения, сформировавшейся в годы работы у И. В. Жолтовского, стал Дом приёмов в г. Алматы, спроектированный в соавторстве с Н.Эзау (1985).
В начале 1990-х годов М. П. Павлов организовал и возглавил Архитектурно-дизайнерскую мастерскую при АО «Автотехника», где был выполнен ряд проектов торговых павильонов, казино, ресторанов и т. п. Соавтором ряда проектов стал сокурсник по Одесскому институту, работавший в Москве Чернявский, Илья Зиновьевич — проекты Международного альпинистского лагеря «Хан-Тенгри» у подножия одноименного горного пика, получивший диплом Биеннале 1983 г. в Турине, а также развлекательного комплекса с казино и ресторанами на ул. Джандосова в Алматы. К началу 2000-х мастер отошел от активной проектно-строительной практики. Созданные им произведения, входящие в золотой фонд отечественной архитектуры, являются источником вдохновения для его коллег и многочисленных учеников, а также являются ценнейшим научно-практическим и учебно-методическим материалом для развития современного зодчества.